# Картиџ (Илиноис)
Картиџ (енгл. Carthage) град је у америчкој савезној држави Илиноис. По попису становништва из 2010. у њему је живело 2.605 становника.

## Демографија
Према попису становништва из 2010. у граду је живело 2.605 становника, што је 120 (4,4%) становника мање него 2000. године.
| Група             | 2000.         | 2010.         |
| Белци             | 2.668 (97,9%) | 2.498 (95,9%) |
| Афроамериканци    | 13 (0,5%)     | 8 (0,3%)      |
| Азијати           | 15 (0,6%)     | 11 (0,4%)     |
| Хиспаноамериканци | 9 (0,3%)      | 52 (2,0%)     |
| Укупно            | 2.725         | 2.605         |